# Japanagallia tappana
Japanagallia tappana är en insektsart som beskrevs av Matsumura 1912. Japanagallia tappana ingår i släktet Japanagallia och familjen dvärgstritar. Inga underarter finns listade i Catalogue of Life.